# Хронологија ФНРЈ и КПЈ новембар 1946.
Хронолошки преглед важнијих догађаја везаних за друштвено-политичка дешавања у Демократској Федеративној Југославији (ДФЈ) и деловање Комунистичке партије Југославије (КПЈ), као и општа политичка, друштвена, спортска и културна дешавања која су се догодила у току новембра месеца 1946. године.
| ← октобар | ← октобар | ← октобар | ← октобар | ← октобар | ← октобар | ← октобар | ← октобар | ← октобар | Хронологија ФНРЈ и КПЈ током 1946. | Хронологија ФНРЈ и КПЈ током 1946. | Хронологија ФНРЈ и КПЈ током 1946. | Хронологија ФНРЈ и КПЈ током 1946. | Хронологија ФНРЈ и КПЈ током 1946. | Хронологија ФНРЈ и КПЈ током 1946. | Хронологија ФНРЈ и КПЈ током 1946. | Хронологија ФНРЈ и КПЈ током 1946. | Хронологија ФНРЈ и КПЈ током 1946. | Хронологија ФНРЈ и КПЈ током 1946. | Хронологија ФНРЈ и КПЈ током 1946. | Хронологија ФНРЈ и КПЈ током 1946. | децембар → | децембар → | децембар → | децембар → | децембар → | децембар → | децембар → | децембар → | децембар → |
| С         | Н         | П         | У         | С         | Ч         | П         | С         | Н         | П                                  | У                                  | С                                  | Ч                                  | П                                  | С                                  | Н                                  | П                                  | У                                  | С                                  | Ч                                  | П                                  | С          | Н          | П          | У          | С          | Ч          | П          | С          | Н          |
| 1         | 2         | 3         | 4         | 5         | 6         | 7         | 8         | 9         | 10                                 | 11                                 | 12                                 | 13                                 | 14                                 | 15                                 | 16                                 | 17                                 | 18                                 | 20                                 | 20                                 | 21                                 | 22         | 23         | 24         | 25         | 26         | 27         | 28         | 29         | 30         |

### 3. новембар
- На територији Народне Републике Црне Горе одржани избори за Уставотворну скупштину НР Црне Горе, на којима је гласало 181.654 гласача (96,38%), а највећи број гласова освојили су кандидати Народног фронта Црне Горе.[1]
- У Београду у оквиру предизборне кампање за Уставотворну скупштину НР Србије одржан митинг на коме је пред око 250.000 грађана говорио маршал Јосип Броз Тито.[2]

### 7. новембар
- У оквиру прославе двадесетдевете годишњице Велике октобарске социјалистичке револуције пуштена је у рад пруга Брчко—Бановићи (коју су од 1. маја градиле омладинске радне бригаде), као и завршени радови на изградњи „Панчевачког моста“ (изграђен 1935, а порушен 1941) преко Дунава, код Београда (мост је свечано отворен 29. новембра поводом Дана Републике).[1][3]
- У Београд стигао први воз са новоизграђене пруге Брчко—Бановићи, који је на железничкој станици у Београду дочекао велики број грађана, међу којима и највиши руководиоци ФНР Југославије, НР Србије и града Београда. Истог дана председник Владе ФНРЈ Јосип Броз Тито је у Белом двору примио руководиоце и градитеље пруге.[1]

### 9. новембар
- У Београду Председник Владе ФНРЈ примио привредну делегацију Чехословачке у којој су били чехословачки министар индустрије Бухмил Лаушман и повереник за трговину при словачком народном већу др Јан Пула. Овом састанку присуствовао је и председник Привредног савета и министар индустрије у Влади ФНРЈ Борис Кидрич.[4]

### 10. новембар
- На територији Народне Републике Србије одржани избори за Уставотворну скупштину НР Србије, на којима су највећи број гласова освојили су кандидати Народног фронта Србије.[1][3]
- На територији Народне Републике Хрватске одржани избори за Уставотворни сабор НР Хрватске, на којима су највећи број гласова освојили кандидати Народног фронта Хрватске.[1]

### 11. новембар
- У Сарајеву одржана прва седница новоизабране Уставотворне скупштине Народне Републике Босне и Херцеговине, на којој су потврђене све одлуке донете на Првом, Другом и Трећем заседању Земаљског антифашистичког вијећа народног ослобођења Босне и Херцеговине, као и сва акта која је донела Народна скупштина Босне и Херцеговине и њено Председништво.[5] На седници одржаној 13. новембра изабрано је руководство скупштине — председник Ћазим Угљен, потпредседник Васо Гајић и секретари Руди Колак и Раде Јакшић, као и чланови Президијума Народне скупштине, чији је председник био Ђуро Пуцар.[6]

### 14. новембар
- У Југославију се вратио патријарх Гаврило Дожић поглавар Српске православне цркве (СПЦ).[3]

### 16. новембар
- У Београду, од 16. до 18. новембра, одржан Четврти проширени пленум Главног одбора Јединствених синдиката радника и намештеника Југославије (ЈСРНЈ), на коме су поднети реферати О културно-просветном раду, фискултури и спорту у синдикалним организацијама и О организационим проблемима синдиката и о социјалном осигурању и донета одлука да се име Главног одбора ЈСРНЈ промени у Централни одбор Јединствених синдиката Југославије (ЈСЈ).[1]

### 17. новембар
- У Београду, од 17. до 19. новембра, одржан Први конгрес књижевника Југославије на коме је Уводни реферат О нашој књижевности, њеном положају и њеним задацима данас одржао Радован Зоговић. Конгрес је донео Статут и изабрао Управу Друштва књижевника Југославије (касније Савез књижевника Југославије), за чијег је председника изабран Иво Андрић.[7][3]

### 18. новембар
- У Љубљани одржана прва седница новоизабране Уставотворне скупштине Народне Републике Словеније (словен. Ustavodajno skupščino Ljudske Republike Slovenije) на којој је усвојен Пословник и Закон о Президијуму Уставотворне скупштоне НР Словеније.[7]

### 20. новембар
- У Титограду одржана прва седница новоизабране Уставотворне скупштине Народне Републике Црне Горе, на којој су потврђене све одлуке донете на Првом, Другом и Трећем заседању ЗАВНО Црне Горе, као и сва акта која је донела Народна скупштина Црне Горе и њено Председништво. Уставотворна скупштина је образовала своја радна тела — пет обора и изабрала нове чланове Президијума Уставотворне скупштине НР Црне Горе, за чијег председника је изабран Милош Рашовић.[7]
- Президијум Уставотворне скупштине НР Словеније именовао нову Владу НР Словеније на челу са председником Миха Маринком.[7]

### 22. новембар
- У Београду одржано заседање новоизабране Уставотворне скупштине Народне Републике Србије, на којој је изабрана нову Влада за чијег председник је поново био изабран Благоје Нешковић.[7][3]

### 24. новембар
- У Новом Саду одржана пленарна седница Централне управе Савеза пољопривредних радника и намештеника Југославије, на којој је расправљано о постигнутим резултатима у периоду од 1944. до 1946. и усвојени циљеви даљег рада — повећање пољопривредне производне у 1947. години. На седници су донете и одлуке о увођењу радног времена на државним пољопривредним имањима, да се заведе такмичарски систем рада и да се организују курсеви из агрономије и предавања из опште културе.[7]

### 27. новембар
- У Београду представници НР Албаније и ФНРЈ потписали Уговор о усклађивању привредних планова, Уговор о царинској унији и Уговор о изједначавању валута између Југославије и Албаније. Ови Уговори потврђени су на Пленуму ЦК КП Албаније, одржаном 20. децембра и на седници Президијума Народне скупштине ФНРЈ, одржаној 27. децембра.[4][3]

### 28. новембар
- У Загребу, од 28. новембра до 3. децембра, одржана прва седница новоизабраног Уставотворног сабора Народне Републике Хрватске, на којој је изабран Президијум Уставотворног сабора НР Хрватске, на челу са Владимиром Назором и нова Влада НР Хрватске, на челу са др Владимиром Бакарићем.[7]